# Edward Pimental
Edward F. Pimental (* 19. Juni 1965 in Fall River, Massachusetts, USA; † 8. August 1985 in Wiesbaden, Hessen, Bundesrepublik Deutschland) war ein Soldat der United States Army. Terroristen der Roten Armee Fraktion ermordeten ihn in der Nacht zum 8. August 1985, um an seinen Truppenausweis zu gelangen. Am folgenden Tag verschaffte sich die RAF mit dem Ausweis Zutritt zur Rhein-Main Air Base und platzierte dort eine Autobombe. Die Auswahl Pimentals, der anders als andere RAF-Opfer kein Prominenter war, und die hinrichtungsartige Tötungsweise sorgten für die schärfste Kritik aus dem Umfeld an der RAF überhaupt.

## Familie und Militärzeit
Pimental stammte laut den Angaben seiner Schwester aus einer Familie von mexikanischen Einwanderern in die USA, die stolz darauf war, dass viele Familienmitglieder in der US Army dienten und die von militärischen sowie konservativ-katholischen Werten geprägt war. Er wuchs in ärmlichen Verhältnissen in New York City auf. Seine Mutter arbeitete am Tresen einer Hotelbar, er schloss eine Ausbildung zum Automechaniker ab. Wegen der Aufstiegsmöglichkeiten und um etwas von der Welt zu sehen, ging er zur US Army. Dort diente er als Specialist für die Wartung von Marschflugkörpern in der 563. Ordnance Company. Sein Dienstgrad entsprach dem eines Stabsgefreiten der Bundeswehr.

## Mord an Pimental und Bombenanschlag
Seit drei Monaten in der Bundesrepublik – im Wiesbadener Camp Pieri – stationiert, besuchte Pimental am Abend des 7. August 1985 mit anderen GIs die Bar „Western Saloon“ in Wiesbaden, wo wahrscheinlich Birgit Hogefeld ihn ansprach und mit der Aussicht auf ein sexuelles Abenteuer mitzukommen bat. Gegen 23.30 Uhr folgte er ihr und einem männlichen Begleiter und wurde zwischen Mitternacht und 3 Uhr im Wiesbadener Stadtwald mit einem Schuss in den Hinterkopf getötet. Die Tatausführenden sind unbekannt; es wurde später „stumpfe Gewalteinwirkung durch Schläge auf den Kopf“ des noch Lebenden festgestellt. Seine Leiche wurde ohne Papiere am nächsten Morgen gefunden.
Mit Pimentals Truppenausweis verschaffte sich ein männliches RAF-Mitglied Zugang zur Rhein-Main Air Base und stellte dort ein Auto mit 126 Kilogramm Sprengstoff auf einem Parkplatz ab. Als die Sprengbombe um 7.19 Uhr explodierte, wurden zwei Menschen getötet und 23 verletzt; der Sachschaden betrug eine Million DM. Die RAF bekannte sich am 9. August in einem gemeinsamen Schreiben mit der französischen Terrororganisation Action directe zu beiden Taten. Dem Durchschlag des Schreibens, das am 13. August bei der Nachrichtenagentur Reuters einging, war Pimentals Ausweis beigelegt.

## Diskussionen im RAF-Umfeld
Der Mord an Pimental führte zu Diskussionen in linksradikalen Kreisen und löste laut Wolfgang Kraushaar die „heftigsten Abwehrreaktionen“ bei allen RAF-Opfern aus, da mit Pimental erstmals eine Person ohne wichtigen Status in Politik oder Wirtschaft gezielt getötet wurde. Selbst RAF-Sympathisanten galt dieser Mord – auch wegen der Kaltblütigkeit – als endgültige Kehrtwende weg von den Idealen der 68er-Bewegung. Statt des „ideologieüberfrachteten Vorgehens“ der ersten beiden RAF-Generationen sei hier „einfacher Utilitarismus“ sichtbar geworden, so Alexander Straßner, weshalb die Tat die „fortschreitende Isolation“ der RAF innerhalb der radikalen Linken aufzeige. Irmgard Möller und andere inhaftierte RAF-Mitglieder hielten den Mord wegen der Hinrichtungsähnlichkeit und der Wahl des Opfers anfangs für eine Geheimdienstaktion (Falsche Flagge) und das Bekennerschreiben für eine Fälschung. Mathias Bröckers warf der RAF am 15. August 1985 in der taz „moralische Verkommenheit“ vor und bezeichnete die Logistik der Tat als „unter dem Niveau eines beliebigen Frankfurter Eierdiebs“: „Von einem solchen Häuflein Deppen droht dieser Republik keine große Gefahr“. Mehrfach wurde das Vorgehen mit der Genickschusstaktik der SS verglichen.
Für eine Verschärfung der Kritik sorgte die am 25. August 1985 veröffentlichte, zusätzliche Rechtfertigungserklärung der RAF: „wir haben edward pimental erschossen, … der seinen früheren job an den nagel gehängt hat, weil er schneller und lockere kohle machen wollte, weil wir seine id-card gebraucht haben um auf die air-base zu fahren. … für uns sind die us-soldaten in der brd nicht täter und opfer zugleich, wir haben nicht diesen verklärten, sozialarbeiterischen blick auf sie“. KD Wolff kritisierte im September 1985 „mörderische Dummheit“ und „Tscheka-Stil“: „Alles wäre besser, als so weiterzumorden.“ Er fügte hinzu: „Eure Gewalt ist zum «Teil des Problems», nicht seiner Lösung geworden.“
Da die Empörung über den Mord nicht abriss, bezeichnete die RAF-Kommandoebene im Januar 1986 die Tat in einer Erklärung als „fehler …, der die wirkung des angriffs gegen die air-base und so die auseinandersetzungen um die politisch-militärische bestimmung der aktion, wie der offensive überhaupt, blockiert hat.“ Wolfgang Kraushaar beurteilte das als eine „taktische Kritik, die auf äußeren Druck“ reagierte. Ein solches öffentliches Eingeständnis hatte es vorher noch nicht gegeben, was laut Alexander Straßner den Autoritätsverfall der RAF-Kommandoebene erstmals sichtbar machte. Die Auseinandersetzung hielt trotzdem an; das frühere RAF-Mitglied Klaus Jünschke schrieb exemplarisch in der taz vom 8. Februar 1986, der „Genickschussmord an einem zwanzigjährigen Soldaten“ verdeutliche, „dass die RAF keine verantwortliche Führung mehr hat. Dieser verkommene Haufen hatte im Gegenteil die Stirn, sich dieses feigen Mordes zu brüsten und ihn als neue Qualität im Aufbau einer westeuropäischen Front des Kampfes gegen den Imperialismus hinzustellen“.

## Juristische Aufarbeitung
1994 wurde Eva Haule wegen ihrer Beteiligung an der Ermordung Pimentals und dem Anschlag auf die Air Base vom Staatsschutzsenat des Oberlandesgerichts Frankfurt zu lebenslanger Freiheitsstrafe verurteilt, da zwei beim inhaftierten RAF-Mitglied Manuela Happe gefundene Kassiber Haules nach Überzeugung des Gerichts ihre Identifizierung mit diesen Taten nachwiesen; sie schrieb unter anderem: „Wir haben Fehler gemacht, das weiß jeder. Wer jetzt noch den GI gegen uns ins Feld führt, der macht das, weil er sowieso gegen die RAF ist.“
Birgit Hogefeld wurde 1996 wegen verschiedener Taten vom selben Senat zu einer lebenslangen Freiheitsstrafe verurteilt. Das Gericht sprach im Zusammenhang mit dem Mord an Pimental, bei dem er die Mittäterschaft Hogefelds wegen Zeugenaussagen aus dem „Western Saloon“ als erwiesen ansah, von „menschenverachtender Gesinnung“, deretwegen ihre Schuld besonders schwer wiege. Sie ließ sich im Prozess zu den Vorwürfen nicht ein, bezeichnete die Tat in einer Prozesserklärung im März 1995 aber als „eine der schlimmsten Fehlentscheidungen der RAF“ und distanzierte sich im Juli 1995 auch von der früheren Erklärung: „es ist falsch und ignorant, diese Aktion sozusagen als «politischen Unfall» abzutun, wie wir das damals gemacht haben.“ In ihrem Schlusswort 1996 sagte sie: „wenn ich mir vorstelle, dass Menschen hergehen und einen jungen Mann erschiessen, weil er Soldat der US-Armee ist und einen Ausweis besitzt, den sie haben wollen, dann empfinde ich das als grauenhaft und zutiefst unmenschlich – anders kann ich das nicht bezeichnen“. Für Hogefelds Reflexion ihrer Lebensgeschichte war die Beschäftigung mit dem Mord an Pimental zentral.

## Familiäre und künstlerische Aufarbeitung
Angeregt durch die Kontaktaufnahme Andres Veiels, des Regisseurs von Black Box BRD, setzte sich Pimentals Halbschwester Kathleen Pequeño mit Geschichte und Zielen der RAF auseinander. Sie reiste mehrfach nach Europa und sprach mit früheren Mitgliedern der RAF und der Bewegung 2. Juni, um deren Motive zu verstehen, unter anderem am Tag nach dem Bataclan-Attentat. Mit Hogefeld hatte Pequeño über E-Mail Kontakt. In der Familie wurde die Haftentlassung Haules 2007 unterschiedlich aufgenommen. Seit den Terroranschlägen am 11. September 2001 wandte sich Pequeño mehrfach an die Öffentlichkeit und sprach sich gegen eine Dämonisierung der Täter von Terrorakten aus.
Der Dokumentarfilm To Germany, With Love (Originaltitel The Worst Thing) der Regisseurin Desireena Almoradie zeichnet einen Teil dieser Auseinandersetzung Pequeños als Handeln im Sinn der Restorative Justice nach. Er enthält Gesprächsausschnitte zwischen Pequeño und den in Europa besuchten früheren Terroristen. Im Mai 2019 wurde der Film in der Wiesbadener Caligari Filmbühne uraufgeführt – in Anwesenheit des RAF-Gründungsmitgliedes Monika Berberich.
Im April 2019 wurde im Hessischen Staatstheater Wiesbaden das von Maxi Obexer geschriebene Stück Verlorene Kämpfer uraufgeführt, in dem die Geschichte des Paares Hogefeld und Grams verarbeitet und die Nacht der Ermordung Pimentals nachgestellt wird.